# Амарнський період
Амарнський період — термін в єгиптології, яким позначають часи правління у Стародавньому Єгипті фараонів Ехнатона й Сменхкари у XIV–XIII століттях до н. е..

## Історія
На шостому році свого правління Ехнатон заснував у Середньому Єгипті нову столицю Ахетатон («Небосхил Атона», «Небокрай Атона»), що розташовувалась на місці сучасної Амарни, у захищеній горами долині на східному березі Нілу за 300 км на південь від Каїра.
Ехнатон поклонявся єдиному богу сонця Атону й перешкоджав поклонінню іншим богам на чолі з Амоном, тим самим радикально порвавши з багатьма давніми традиціями. Перенесення столиці було спричинено бажанням Ехнатона зламати спротив жерців Амона та зміцнити новий культ. Релігійна реформа призвела до суттєвих змін в інших галузях ідеології, особливо в образотворчому мистецтві.
Ахетатон було зведено на пустому місці у досить короткі строки й виконував столичні функції упродовж чверті століття, а по смерті фараона Ехнатона місто одразу залишили його жителі. Про причини й обставини смерті Ехнатона, як і про подальші часи, відомо мало, але тим не менше, вчені припускають, що виникали повстання, близькі до громадянської війни. Ситуація стабілізувалась лише за Хоремхеба.
Руїни Ахетатона були знайдені археологами наприкінці XIX століття. Життя у стародавньому місті зупинилось раптово, і воно збереглось дотепер таким, яким було понад три тисячоліття тому. Більшість міських будівель зводились не з каменю, а з цегли-сирцю, тому зруйнувались. Археологам удалось скласти план основної частини міста, головна вулиця якого пролягала паралельно до Нілу. Центральну магістраль перетинали більш вузькі вулиці. У центральній частині Ахетатона розташовувався головний храм Атона, там же проживали жерці, розміщувались органи державної влади і склади. В центрі на березі Нілу розташовувався палац Ехнатона, що поділявся на парадну й житлову частини, які з'єднувались мостом. Ще два заміських палаци, що належали фараону, розташовувались на північній та південній околицях міста. Міська знать проживала на південь від центру. В Ахетатоні збереглись три палаци фараона та його родини.

## Галерея

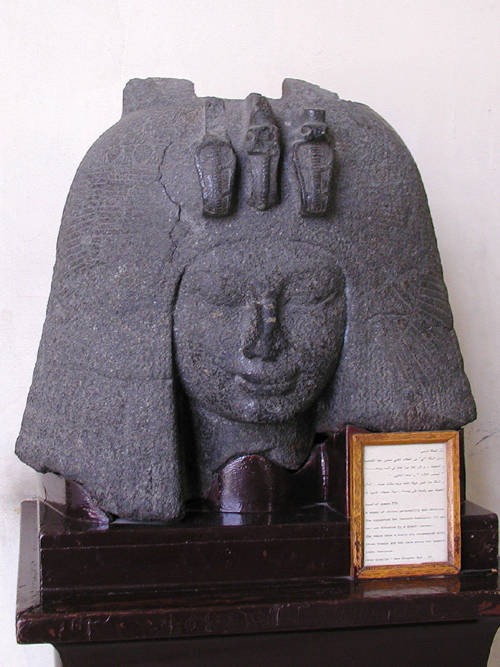
Цариця Тія, матріарх Амарнської династії. Вона була матір'ю Ехнатона і дружиною Аменхотепа III. Переважно вона вела справи Єгипту за свого сина.
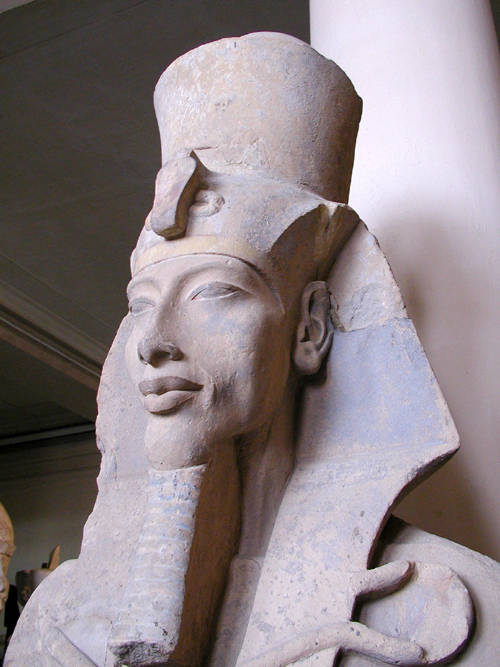
Ехнатон, при народженні Аменхотеп IV, почав релігійну революцію він якій він оголосив Атона головним богом і відвернувся від старих традицій. Він переніс столицю до Ахетатону.
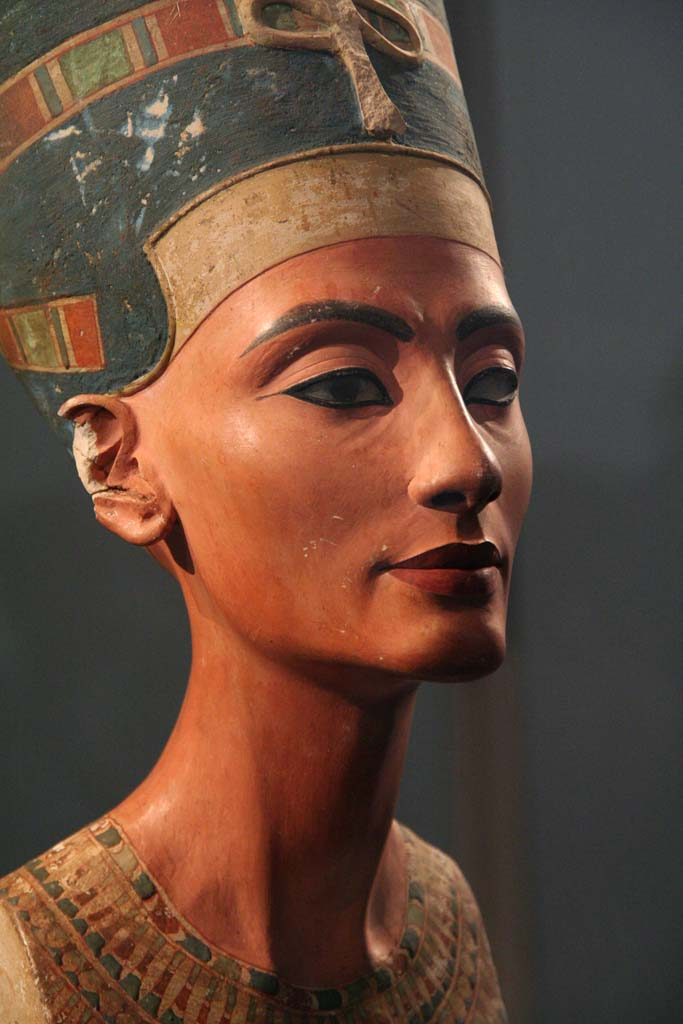
Цариця Нефертіті, донька Ая, одружилася з Ехнатоном. ЇЇ роль при дворі розширилася від головної царської дружини до співправителя. Також можливо, що вона могла керувати Єгиптом самостійно, як фараон під іменем Нефернеферуатон.
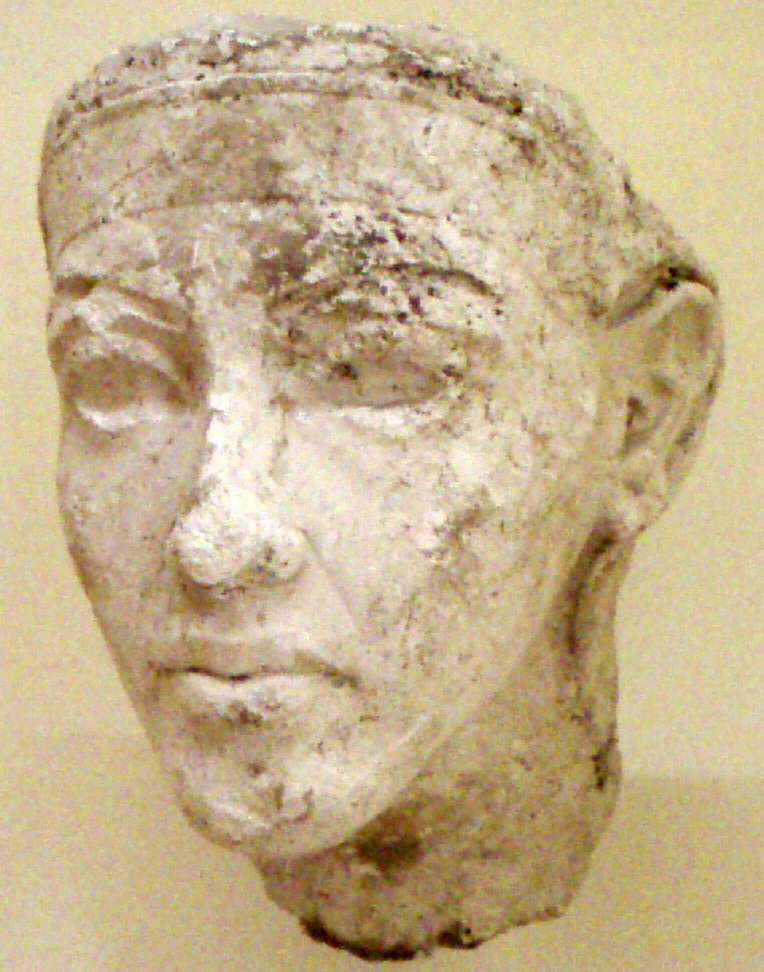
Сменкхара, був співправителем Ехнатона і одноосібно керував Єгиптом після його смерті. Припускається, що під цим іменем насправді приховувалась Нефертіті. Хоча можливо, що Сменкхара все ж був чоловіком. Він одружився з Мерітатон, донькою цариці Нефертіті.
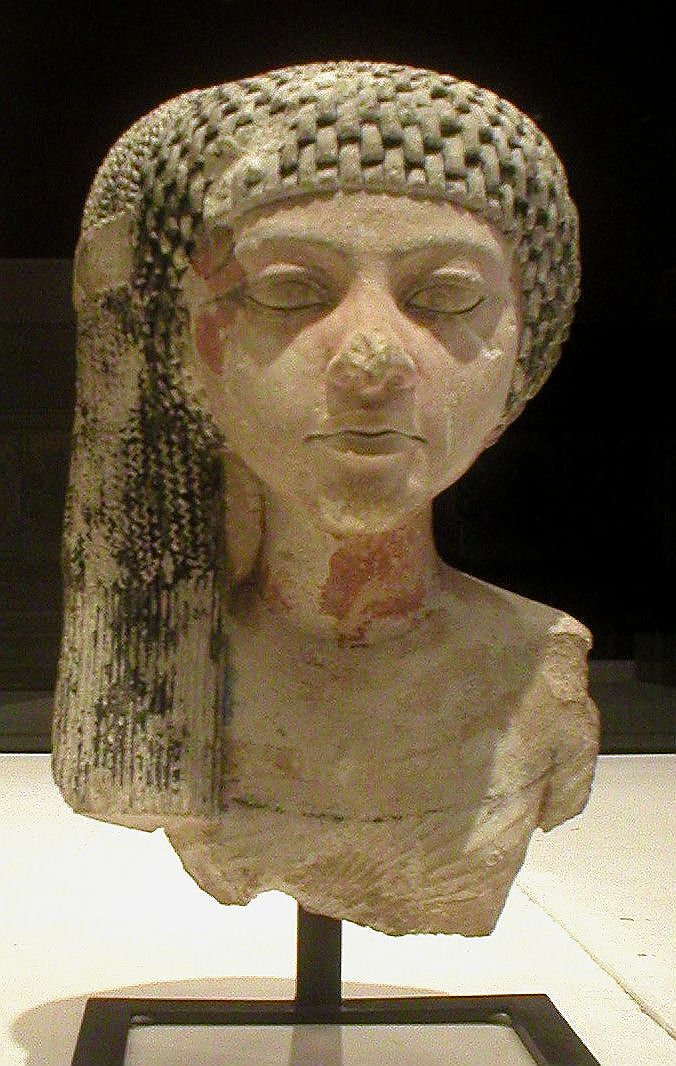
Цариця Мерітатон, була старшою донькою Ехнатона і Нефертітіі, а також дружиною Сменкхара. Є версії, що вона могла одноосібно керувати Єгиптом, як фараон і можливо саме її іменували Нефернеферуатон.
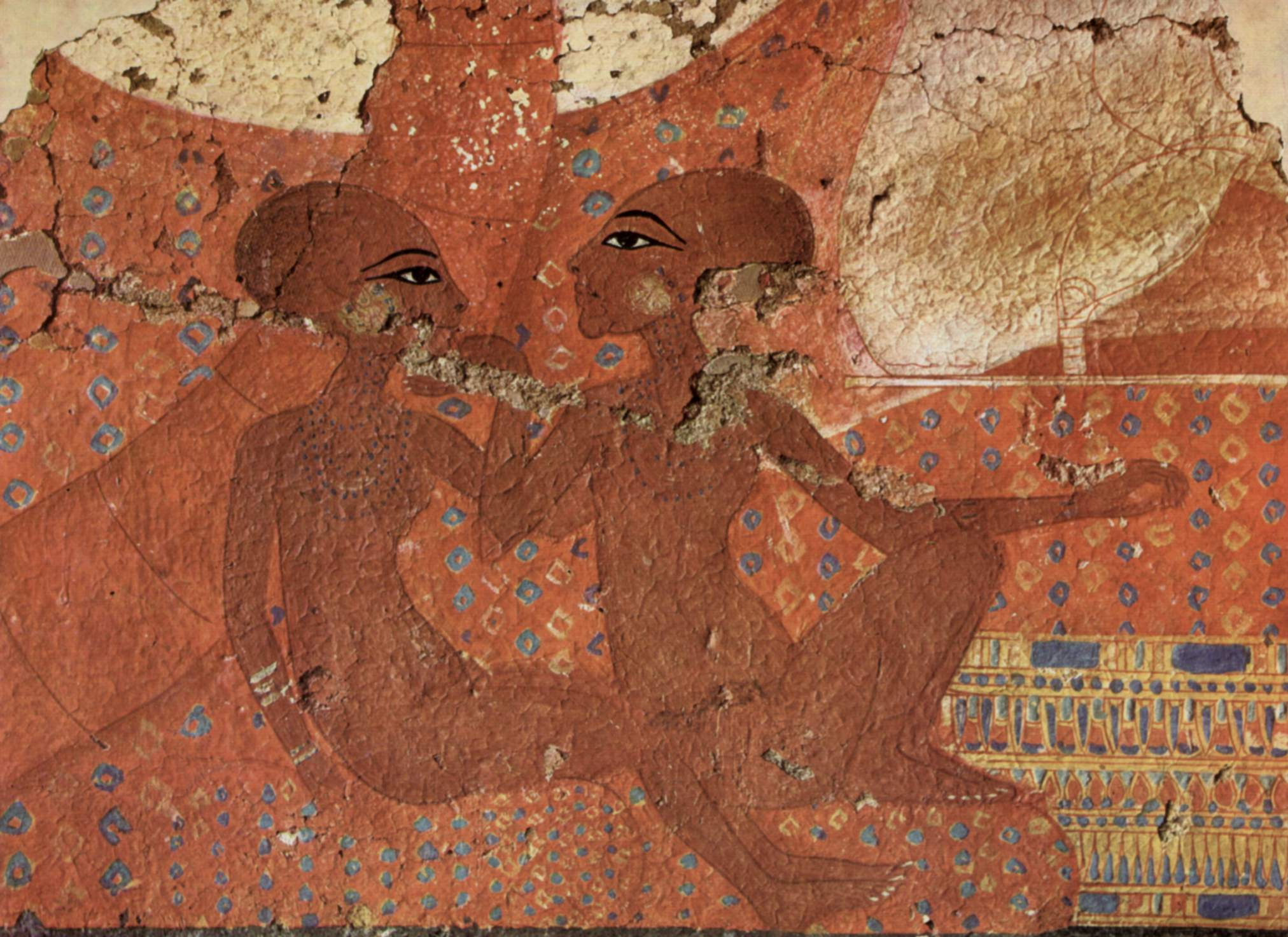
Нефернеферура і Нефернеферуатон-ташеріт. Зображені дітьми, вони були 2 з 6 дітей Ехнатона і Нефертіті. Існує ймовірність, що Нефернеферуатон-ташеріт була співправителем зі своїм батьком, а потім можливо фараоном-жінкою під іменем Нефернеферуатон.
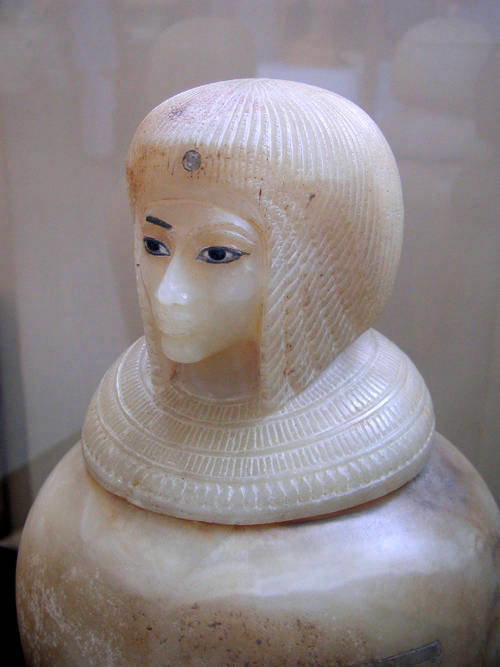
Кійа. Була однією з дружин Ехнатона. Раніше вважалася матір'ю Тутанхамона, але аналіз ДНК показав, що це не так.
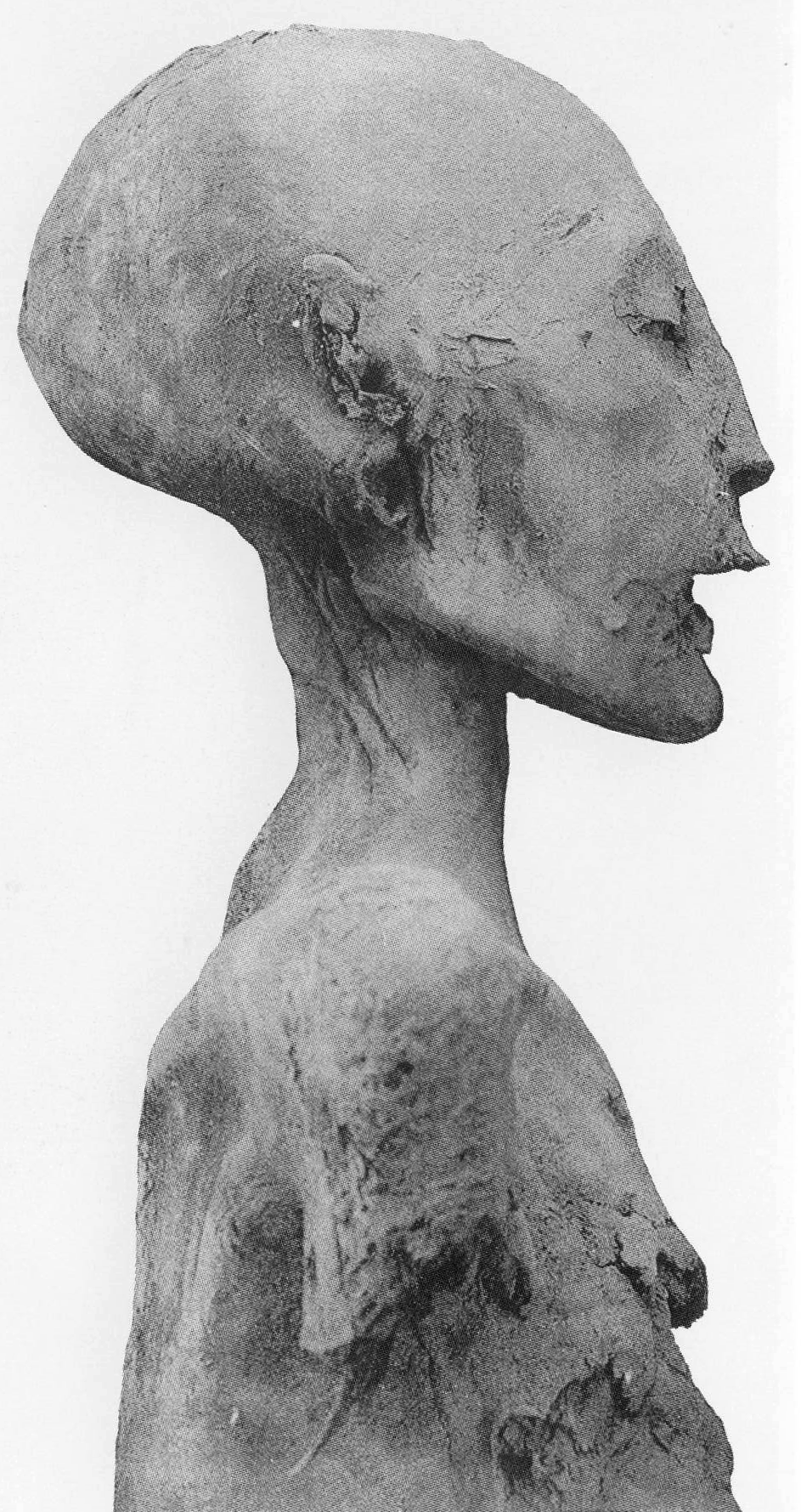
Юна леді - мумія знайдена в гробниці KV35. Через ДНК аналіз було встановлено, що вона матір Тутанхамона. Спочатку вважалася мумією Нефертіті, але ДНК аналіз показав, що вона сестра Ехнатона. Ця мумія належить принцесі Небетах або Бакетатон.
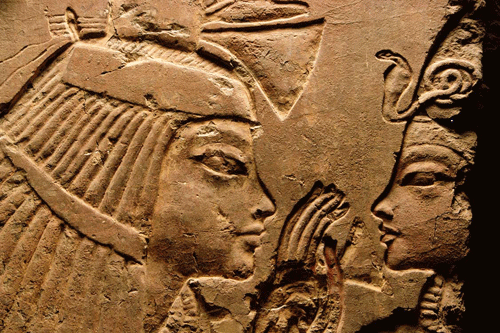
Мая була годувальницею коронного принца Тутанхамона. Вона вигодувала принца після того, як він втратив мати у молодому віці. Пізніше їй дозволили бути похованою у гробниці в Сакаррі.На зображенні молодий принц тримає її за руку.
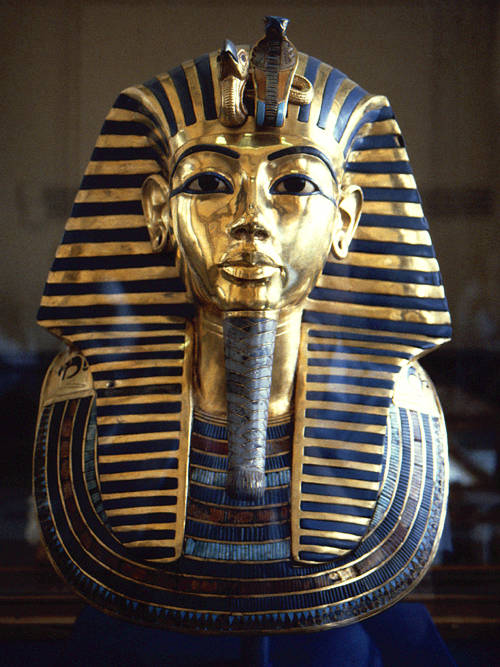
Тутанхамон, при народженні Тутанхатон, був сином Ехнатона і його сестри. Як фараон, він повернув Єгипет до старих традицій і перемістив столицю знову до Мемфісу.
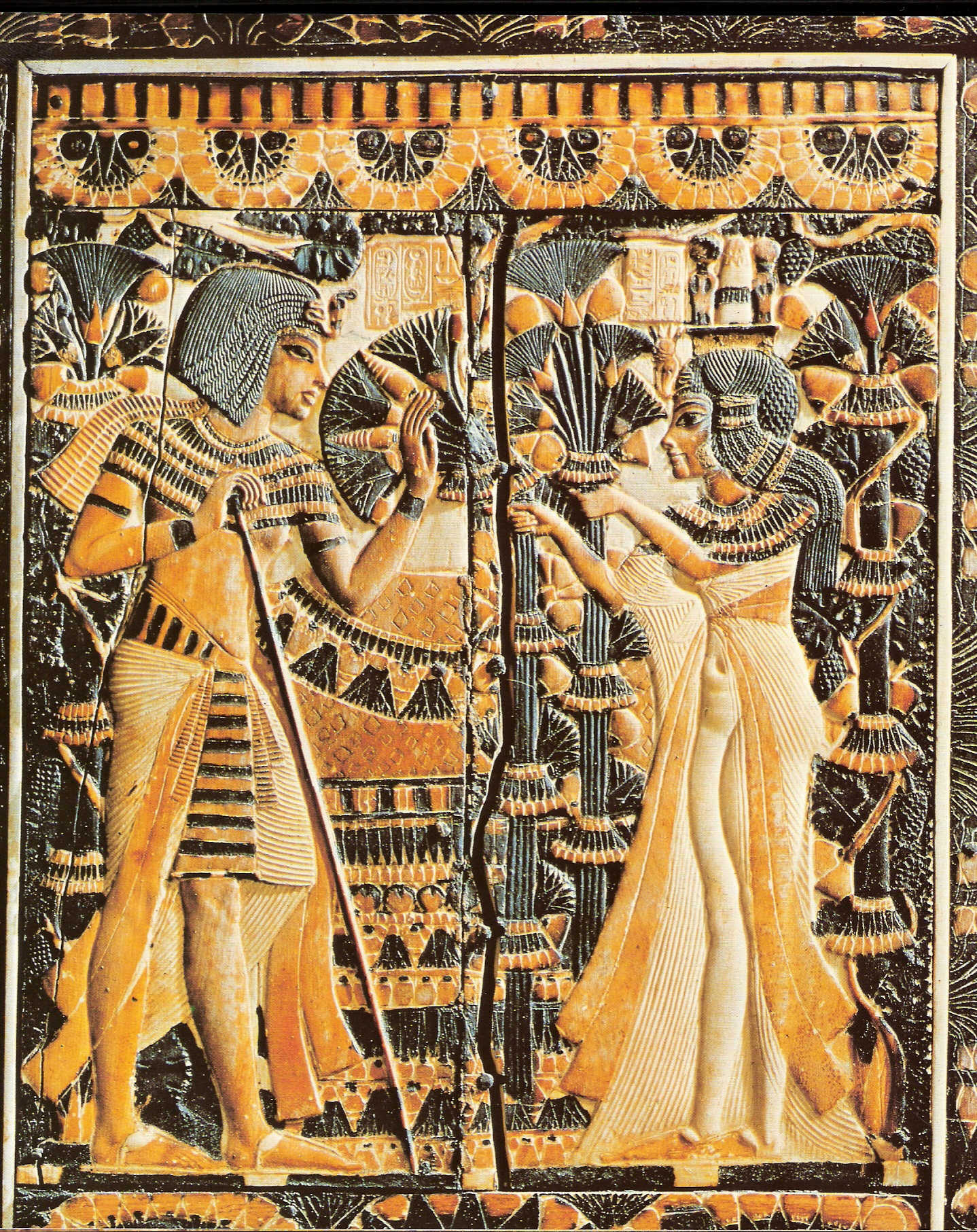
Анхесенамон, при народжені Анхесенатон, була дружиною Тутанхамона і донькою Ехнатона. Після смерті чоловіка вона стала дружиною свого діда по материнській лінії Ая.
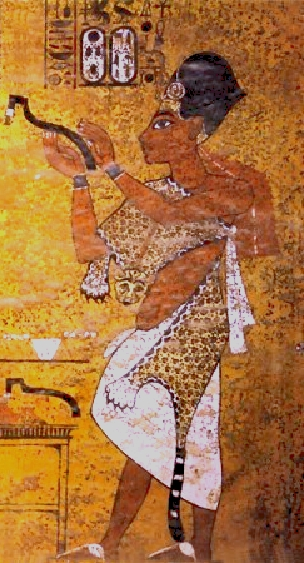
Ай служив візиром при Ехнатоні і Тутанхамоні. Був батьком Нефертіті. Після смерті Тутанхамона, Ай заявив права на престол, одружившись зі своєю онукою Анхесенамон.
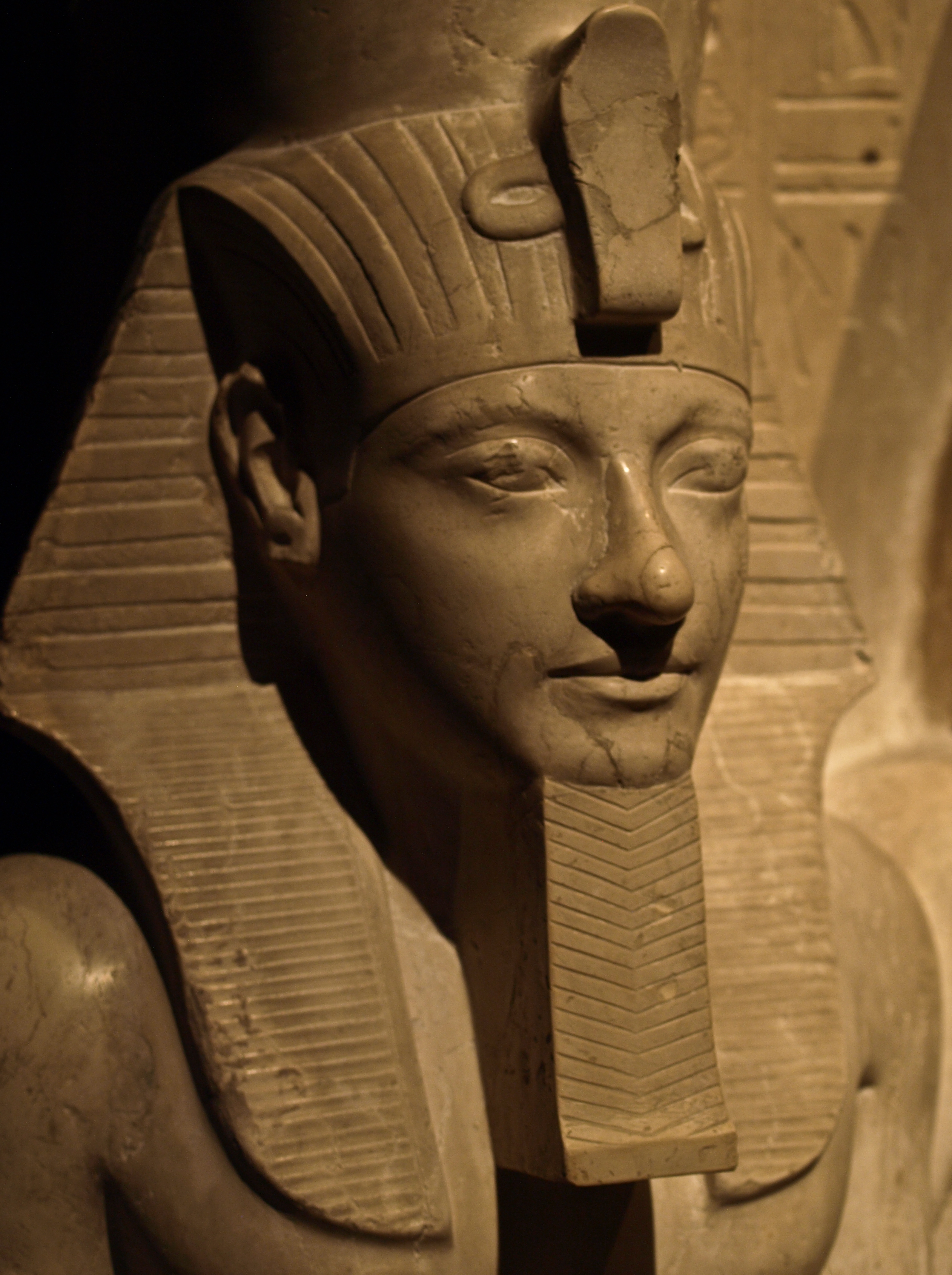
Після смерті Ая, Хоремхеб захопив трон. Будучи незнатного походження, він служив візиром Тутанхамона і Ая. Хоремхеб ввів політику прокляття пам'яті проти всіх пов'язаних з Амарнським періодом. Одружився з сестрою Нефертіті, Мутнеджмет, яка вмерла під час пологів. Не маючи нащадків, він назначив наступником свого візира Рамзеса.
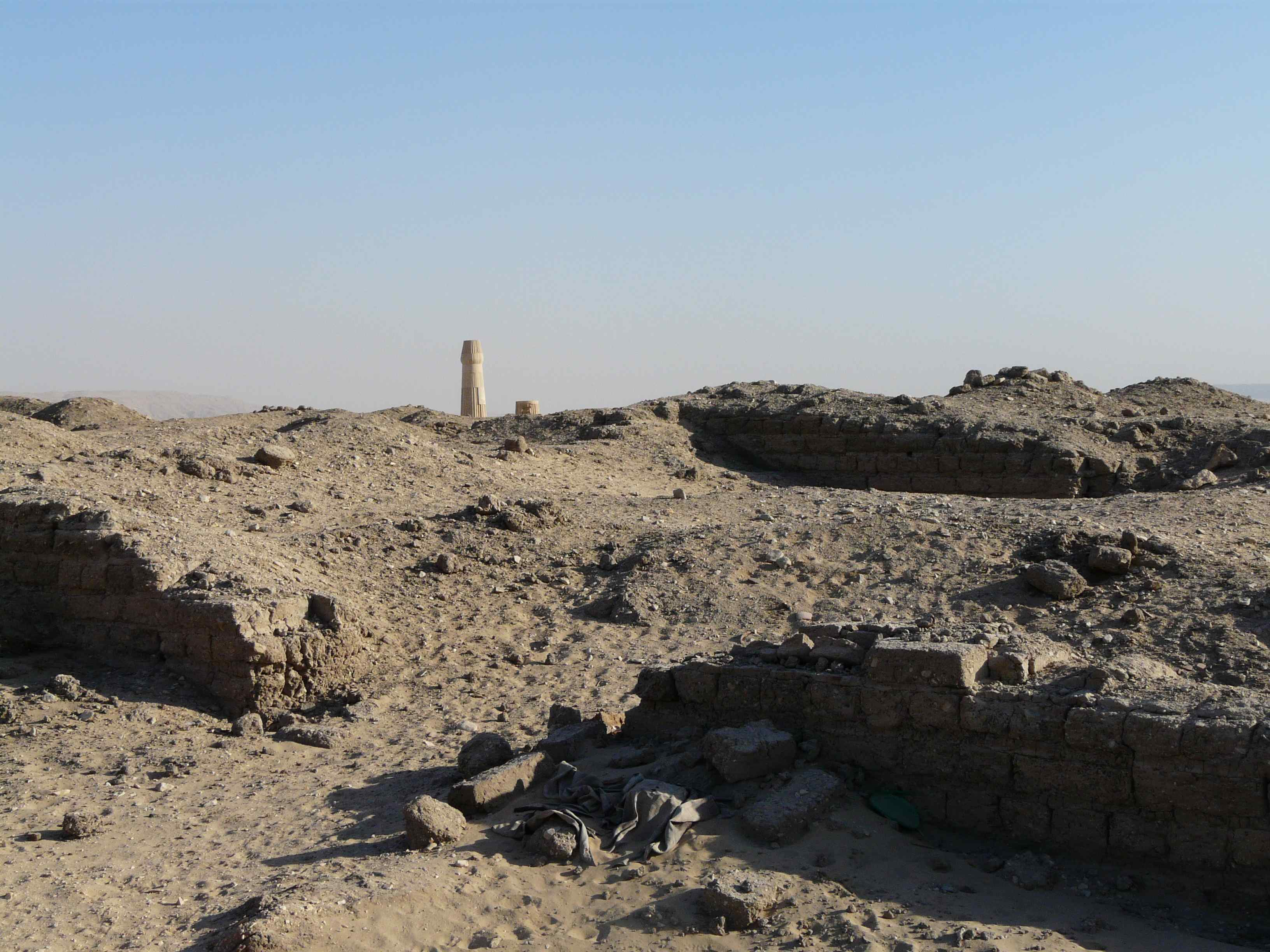
Руїни Ахетатона. Нині відомі під назвою Амарна, столиця Ахетатон була покинута Тутанхамоном. Остаточно було знищено за наказом Хоремхеба
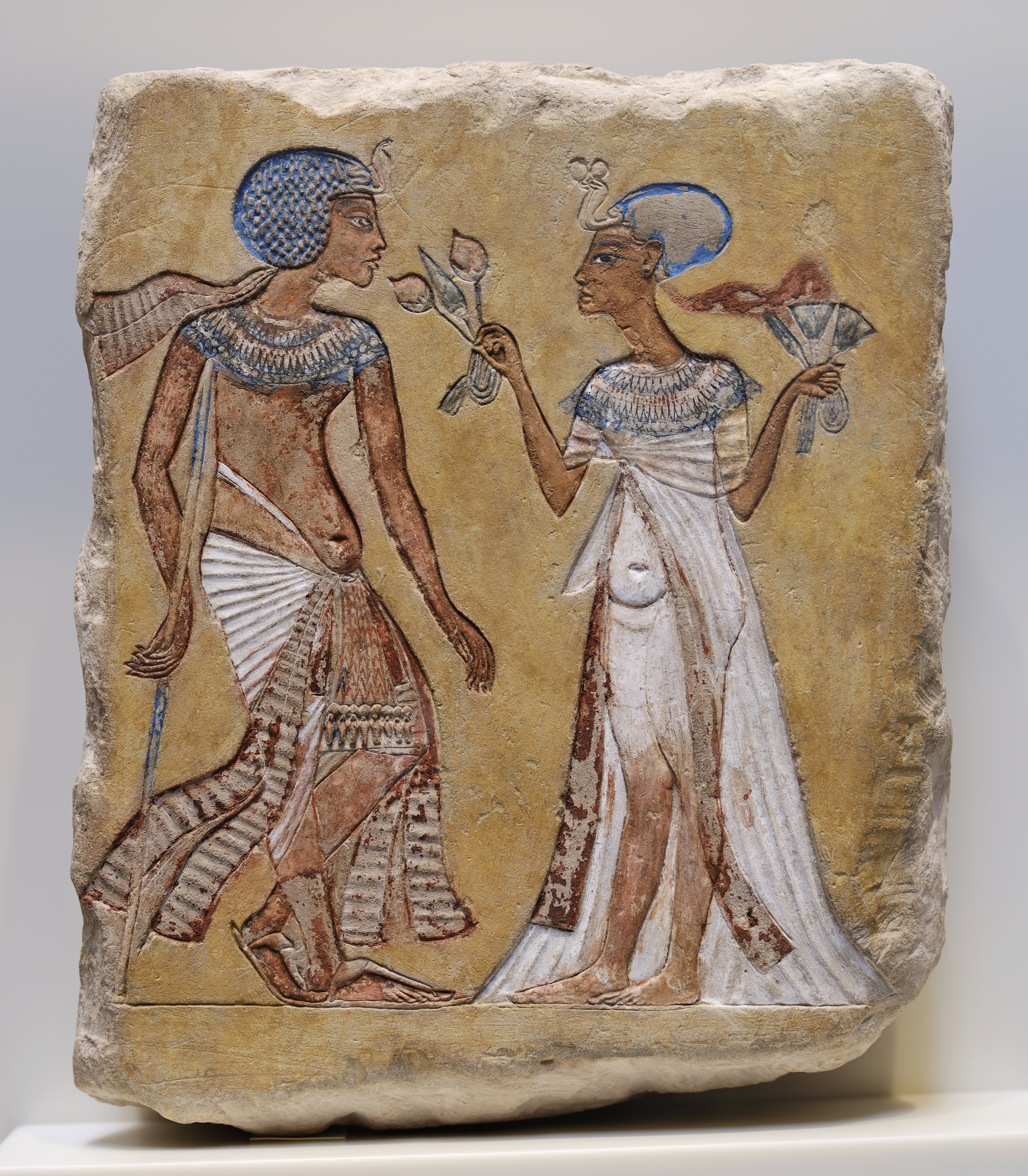
Барельєф королівського подружжя в стилі Амарнського періоду; персонажі могли належати Ехнатону і Нефертіті, Сменкхару і Меритатон або Тутанхамону і Анхесенамон. Єгипетський музей і зібрання папірусів